# Martina Poel

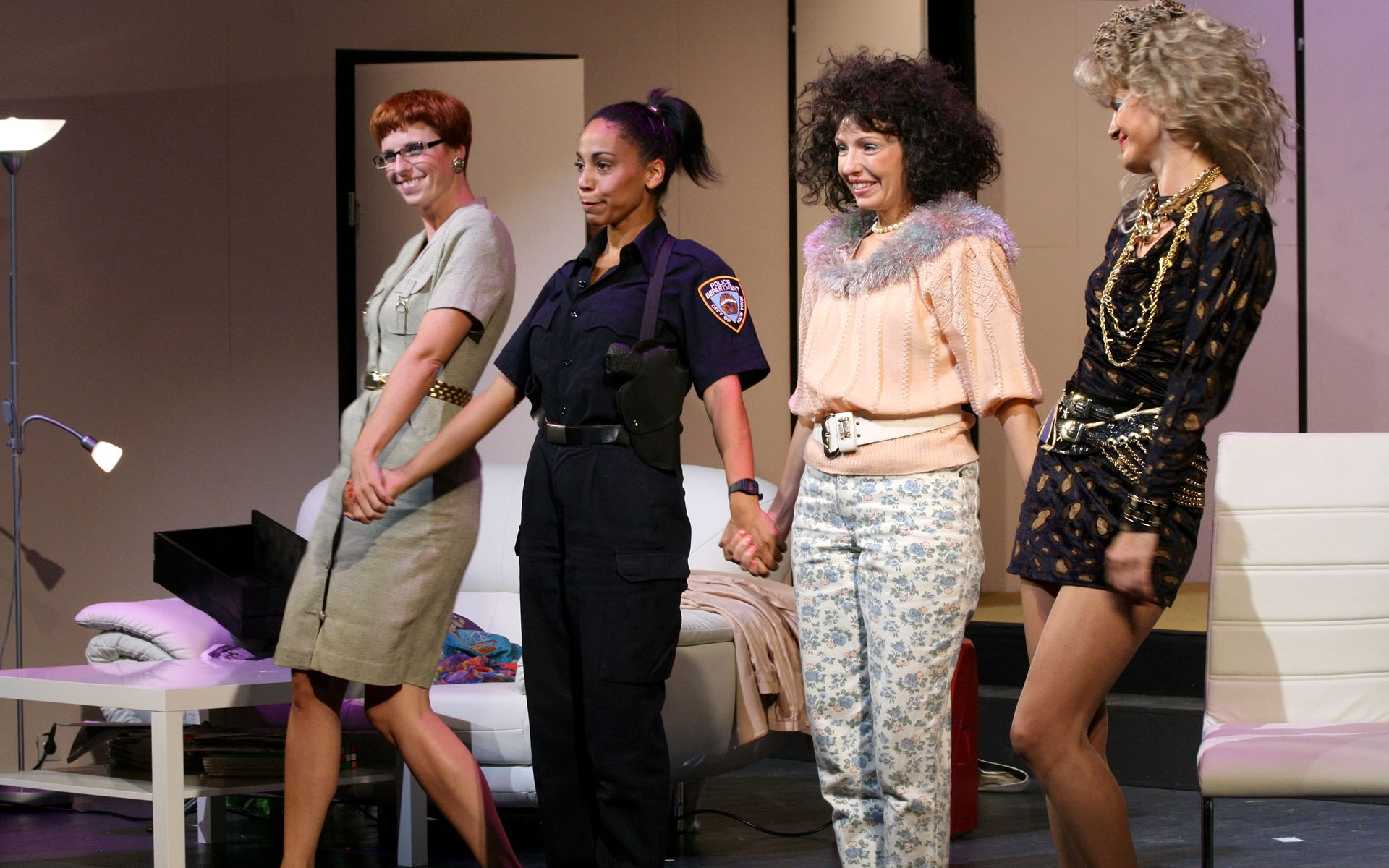
Elli Colditz, Rachelle Nkou, Martina Poel und Doris Hindinger (2012)

Martina Poel (* 29. April 1974 in Graz) ist eine österreichische Schauspielerin.

## Leben
Schon im Kindesalter begann Martina Poel mit der Schauspielerei. Ihre Ausbildung für darstellende Kunst war anfänglich autodidaktisch, später nahm sie Privatunterricht. Ihre Profikarriere begann im Jahr 1997 im Jazzmusical Sugar – Manche mögen’s heiß am Schauspielhaus Graz. Weitere Bühnen- und Film-Angebote folgten, bekannt wurde sie in der österreichischen skurrilen ORF-Krimiserie Vier Frauen und ein Todesfall als Sabine Schösswender. Die gebürtige Grazerin lebt heute in Wien.

## Filmografie (Auszug)

### Als Darstellerin
Kinorollen:
- 1998: Slidin’ – Alles Bunt und Wunderbar – Regie: Barbara Albert, Reinhard Jud, Michael Grimm
- 2001: Salon Nova – Regie: Jörg Kalt
- 2003: Hotel – Regie: Jessica Hausner
- 2004: Crash Test Dummies Regie: Jörg Kalt
- 2006: Slumming – Regie: Michael Glawogger
- 2008: Der Räuber – Regie: Benjamin Heisenberg
- 2015: Blockbuster – Das Leben ist ein Film
- 2016: Agonie – Regie: David Clay Diaz
- 2017: Siebzehn – Regie: Monja Art
- 2017: Die Migrantigen
- 2025: Wie man normal ist und die Merkwürdigkeiten der anderen Welt (How to Be Normal and the Oddness of the Other World)

Fernsehrollen:
- 2005: Novotny & Maroudi – Regie: Leo Bauer
- 2005: Zwei Weihnachtshunde – Regie: Lenard F. Krawinkel
- 2005–2020: Vier Frauen und ein Todesfall – Regie: Walter Bannert, Wolfgang Murnberger, Andreas Prochaska, Harald Sicheritz
- 2007: Liebe für Fortgeschrittene – Regie: Walter Bannert
- 2009: Kommissar Rex – Ein tödliches Match Regie: Garald Liegel
- 2010: Die Mutprobe – Regie: Holger Barthel
- 2014: CopStories (Fernsehserie, 1 Folge)
- 2019: Der Pass (Fernsehserie, 1 Folge)
- 2021: Stadtkomödie – Man kann nicht alles haben – Regie: Michael Kreihsl
- 2021: SOKO Donau: Alter Ego (Fernsehserie)

### Casting
- 2017: Siebzehn
- 2022: Serviam – Ich will dienen
- 2023: Sterne unter der Stadt
- 2025: How to Be Normal and the Oddness of the Other World
- 2025: Wenn du Angst hast nimmst du dein Herz in den Mund und lächelst
- 2025: Perla